# Адміністративний устрій Чигиринського району
Адміністративний устрій Чигиринського району — адміністративно-територіальний поділ Чигиринського району Черкаської області на 1 міську громаду, 2 сільські громади та 7 сільських рад, які об'єднують 36 населених пунктів та підпорядковані Чигиринській районній раді. Адміністративний центр — місто Чигирин.

## Список громадЧигиринського району
| № | Назва                         | Центр         | Населені пункти | Площа км² | Місце за площею | Населення (2001), чол. | Місце за населенням |
| - | ----------------------------- | ------------- | --- | --------- | --------------- | ---------------------- | ------------------- |
| 1 | Медведівська сільська громада | с. Медведівка | с. Головківка с. Деменці с. Зам'ятниця с. Івківці с. Медведівка с-ще Скелівка                                                                  |           |                 |                        |                     |
| 2 | Сагунівська сільська громада  | с. Сагунівка  | с. Боровиця с. Сагунівка с. Топилівка |           |                 |                        |                     |
| 3 | Чигиринська міська громада    | м. Чигирин    | м. Чигирин с. Галаганівка с. Красносілля с. Матвіївка с. Погорільці с. Розсошинці с-ще Скаржинка с. Стецівка с. Суботів с. Тіньки с-ще Чернече |           |                 |                        |                     |

## Список радЧигиринського району
| № | Назва                       | Центр         | Населені пункти                                     | Площа км² | Місце за площею | Населення (2001), осіб | Місце за населенням |
| - | --------------------------- | ------------- | --------------------------------------------------- | --------- | --------------- | ---------------------- | ------------------- |
| 1 | Вершацька сільська рада     | с. Вершаці    | с. Вершаці с-ще Кудашеве с. Тарасо-Григорівка       |           |                 | 1118                   | 4                   |
| 2 | Іванівська сільська рада    | с. Іванівка   | с. Іванівка с-ще Бурякове с. Вдовичине с-ще Гненне  |           |                 | 958                    | 8                   |
| 3 | Мельниківська сільська рада | с. Мельники   | с. Мельники с-ще Буда                               |           |                 | 1091                   | 6                   |
| 4 | Новоселицька сільська рада  | с. Новоселиця | с. Новоселиця с. Полуднівка с. Рублівка с. Чмирівка |           |                 | 984                    | 7                   |
| 5 | Рацівська сільська рада     | с. Рацеве     | с. Рацеве с. Вітове                                 |           |                 | 3692                   | 1                   |
| 6 | Трушівська сільська рада    | с. Трушівці   | с. Трушівці                                         |           |                 | 1346                   | 3                   |
| 7 | Худоліївська сільська рада  | с. Худоліївка | с. Худоліївка                                       |           |                 | 738                    | 9                   |

* Примітки: м. — місто, с-ще — селище, смт — селище міського типу, с. — село